# Псевдохарактер
Псевдохарактер — вещественнозначная функция на группе, в определённом смысле близкая к гомоморфизму.
Понятие псевдохарактера было введено в докладе А. И. Штерна на Ломоносовских чтениях в МГУ в 1983 году. Оно находит применения в комбинаторной теории групп, в теории групп диффеоморфизмов, в теории ограниченных когомологий, в симплектической геометрии и в теории представлений групп.

## Определение
Функция {\displaystyle f\colon G\to \mathbb {R} } на группе {\displaystyle G} называется квазихарактером (или квазиморфизмом), если существует такая константа {\displaystyle D\geq 0}, что для любых {\displaystyle x,y\in G} выполняется неравенство {\displaystyle |f(xy)-f(x)-f(y)|\leq D}. Или, что то же самое,
{\displaystyle f(x)+f(y)-D\leq f(xy)\leq f(x)+f(y)+D}.
Квазихарактер {\displaystyle f} называется псевдохарактером, если он обладает свойством однородности: для любых {\displaystyle x\in G} и {\displaystyle n\in \mathbb {Z} } выполняется
{\displaystyle f(x^{n})=nf(x)}.
Или, иными словами, его ограничение на произвольную циклическую подгруппу является гомоморфизмом.

### Вспомогательные определения
Дефектом квазихарактера {\displaystyle f} называется супремум
{\displaystyle D_{f}:=\sup _{x,y\in G}|f(xy)-f(x)-f(y)|}.
Дефект равен нулю тогда и только тогда, когда квазихарактер является гомоморфизмом. В этом случае квазихарактер называется характером.
Два квазихарактера {\displaystyle f} и {\displaystyle g} называются асимптотически эквивалентными, если следующий супремум конечен:
{\displaystyle \|f-g\|_{\infty }:=\sup _{x\in G}|f(x)-g(x)|}.
Например, квазихарактер асимптотически эквивалентен нулевому гомоморфизму в том и только в том случае, если он ограничен.
Квазиморфизм называется тривиальным, если он асимптотически эквивалентен гомоморфизму.

#### Пространство псевдохарактеров
Множество всех квазихарактеров на группе {\displaystyle G} обозначается символом {\displaystyle {\mathcal {X}}(G)}. Оно является подпространством вещественного векторного пространства всех функционалов {\displaystyle G\to \mathbb {R} }, рассматриваемых с операциями поточечного сложения и умножения на скаляр. Иными словами, определяющее свойство квазихарактера сохраняется при сложении и умножении на скаляры.
Дефект является полунормой на пространстве {\displaystyle {\mathcal {X}}(G)}. Таким образом, данное пространство является полунормированным.
Множество всех псевдохарактеров на группе {\displaystyle G} является векторным подпространством пространства {\displaystyle {\mathcal {X}}(G)} и обозначается символом {\displaystyle {\mathcal {PX}}(G)}. Оно содержит в качестве векторного подпространства группу гомоморфизмов {\displaystyle {\rm {Hom}}(G,\mathbb {R} )}.

#### Усреднение квазихарактеров
Каждый квазихарактер {\displaystyle f\colon G\to \mathbb {R} } можно следующим образом превратить в псевдохарактер. Положим
{\displaystyle {\overline {f}}(x):=\lim _{n\to \infty }{\frac {f(x^{n})}{n}}}.
Тогда данный предел всегда существует, а функция {\displaystyle {\overline {f}}\colon G\to \mathbb {R} } является псевдохарактером, дефект которого не превосходит {\displaystyle 4D_{f}}, и выполняется неравенство {\displaystyle \|f-{\overline {f}}\|_{\infty }\leq D_{f}}. Более того, функция {\displaystyle {\overline {f}}} является единственным псевдохарактером, асимптотически эквивалентным квазихарактеру {\displaystyle f}.
Отображение {\displaystyle f\mapsto {\overline {f}}}, ставящее в соответствие квазихарактеру связанный с ним псевдохарактер, линейно, непрерывно (относительно определённой выше полунормы), является проектором {\displaystyle {\mathcal {X}}(G)\to {\mathcal {PX}}(G)} и называется усреднением. В частности, если квазихарактер {\displaystyle f} является псевдохарактером, то {\displaystyle {\overline {f}}=f}.
С помощью данного проектора пространство псевдохарактеров {\displaystyle {\mathcal {PX}}(G)} возможно отождествить с множеством классов асимптотической эквивалентности квазихарактеров. Или, что то же самое, с факторпространством пространства {\displaystyle {\mathcal {X}}(G)} по подпространству квазихарактеров, асимптотически эквивалентных нулевому квазихарактеру (или, иными словами, по подпространству ограниченных квазихарактеров).

#### Пространство нетривиальных псевдохарактеров
Обозначим символами
{\displaystyle {\widehat {\mathcal {X}}}(G):={\mathcal {X}}(G)/{\rm {Hom}}(G,\mathbb {R} )}
и
{\displaystyle {\widehat {\mathcal {PX}}}(G):={\mathcal {PX}}(G)/{\rm {Hom}}(G,\mathbb {R} ),}
соответственно, факторпространства пространств всех квазихарактеров и всех псевдохарактеров по подпространству всех характеров. Полунорма дефекта индуцирует норму на данные пространства. Полученные нормированные пространства являются банаховыми.

## Свойства
Значения произвольного псевдохарактера на сопряженных элементах группы совпадают: {\displaystyle f(yxy^{-1})=f(x)} для любых {\displaystyle x,y\in G}. Таким образом, каждый псевдохарактер является функций классов, то есть задаёт функцию на множестве классов сопряженности группы.
Для любого {\displaystyle n\in \mathbb {N} } выполняется неравенство
{\displaystyle |f(yxy^{-1})-f(x)|={\frac {|f(yx^{n}y^{-1})-f(x^{n})|}{n}}\leq {\frac {2\cdot D_{f}}{n}}}.
Переходя к пределу {\displaystyle n\to \infty }, можно заключить, что число слева равно нулю.
Если элементы {\displaystyle x,y\in G} коммутируют, то {\displaystyle f(xy)=f(x)+f(y)}. Таким образом, ограничение любого псевдохарактера на произвольную коммутативную подгруппу является гомоморфизмом. В частности, в случае коммутативных групп понятия псевдохарактера и гомоморфизма совпадают.
Для любого {\displaystyle n\in \mathbb {N} } выполняется неравенство
{\displaystyle |f(xy)-f(x)-f(y)|={\frac {|f((xy)^{n})-f(x^{n})-f(y^{n})|}{n}}={\frac {|f(x^{n}y^{n})-f(x^{n})-f(y^{n})|}{n}}\leq {\frac {D_{f}}{n}}}.
Переходя к пределу {\displaystyle n\to \infty }, можно заключить, что число слева равно нулю.

## Примеры
Обозначим символом {\displaystyle {\rm {Homeo}}_{+}(\mathbb {R} )} группу сохраняющих ориентацию гомеоморфизмов вещественной прямой, а символом {\displaystyle {\widetilde {\rm {Homeo}}}_{+}(S^{1})} — её подгруппу, состоящую из гомеоморфизмов {\displaystyle f\colon \mathbb {R} \to \mathbb {R} }, удовлетворяющих условию {\displaystyle f(x+1)=f(x)+1} для любого {\displaystyle x\in \mathbb {R} }, то есть коммутирующих с единичным сдвигом {\displaystyle x\mapsto x+1}. Число переноса представляет собой псевдохарактер на группе {\displaystyle {\widetilde {\rm {Homeo}}}_{+}(S^{1})}, дефект которого не превосходит единицы.
Символ Радемахера представляет собой квазихарактер на специальной линейной группе {\displaystyle {\rm {SL}}_{2}(\mathbb {Z} )}. Соответствующий ему псевдохарактер называется псевдохарактером Радемахера. Аналогичная конструкция рассматривается на модулярной группе {\displaystyle {\rm {PSL}}_{2}(\mathbb {Z} )}.
Антье Деорнуа представляет собой квазихарактер с единичным дефектом на группе кос {\displaystyle B_{n}}. Соответствующий ему псевдохарактер называется закрученностью.

### Считающие квазихарактеры
Пусть {\displaystyle F(S)} — свободная группа с базисом {\displaystyle S}. С каждым приведённым словом {\displaystyle w\in F(S)} следующим образом свяжем пару квазихарактеров на {\displaystyle F(S)}.
Для {\displaystyle x\in F(S)} положим {\displaystyle C_{w}(x)} равным количеству вхождений слова {\displaystyle w} в приведённое слово-представителя элемента {\displaystyle x}. Например, при {\displaystyle S=\{a\}} имеем {\displaystyle C_{aa}(aaaa)=3}. Далее, положим {\displaystyle c_{w}(x)} равным наибольшему значению количества непересекающихся вхождений слова {\displaystyle w} в приведённое слово-представителя элемента {\displaystyle x}. Например, {\displaystyle c_{aa}(aaaa)=2}.
Определим {\displaystyle H_{w}(x):=C_{w}(x)-C_{w^{-1}}(x)} и {\displaystyle h_{w}(x):=c_{w}(x)-c_{w^{-1}}(x)}. Функции {\displaystyle H_{w}} и {\displaystyle h_{w}} являются квазихарактерами на свободной группе {\displaystyle F(S)} и называются, соответственно, большой считающей (от англ. big counting) и малой считающей (от англ. little counting). Большие считающие квазихарактеры были введены Робертом Бруксом и иногда называются функциями Брукса, а малые считающие квазихарактеры были введены Дэвидом Эпстейном и Кодзи Фудзиварой.
Например, при {\displaystyle S=\{x_{1},\ldots ,x_{n}\}} и {\displaystyle i\in \{1,2,\ldots ,n\}} имеем {\displaystyle H_{x_{i}}=h_{x_{i}}}, причем квазихарактеры {\displaystyle H_{x_{1}},H_{x_{2}},\ldots ,H_{x_{n}}} являются гомоморфизмами и порождают группу гомоморфизмов {\displaystyle {\rm {Hom}}(F(S),\mathbb {Z} )}.
Дефект большого считающего квазихарактера {\displaystyle H_{w}} не превосходит числа {\displaystyle 3\cdot (|w|-1)}, где символ {\displaystyle |w|} обозначает количество букв в слове {\displaystyle w}. Данная оценка точна, как показывает пример {\displaystyle w=abababababa}. Однако дефект малого считающего квазихарактера {\displaystyle h_{w}} всегда не превосходит трёх. Более того, он равен нулю только если {\displaystyle |w|=1}, равен двойке только если {\displaystyle w} имеет вид {\displaystyle w_{1}w_{2}w_{1}^{-1}}, {\displaystyle w_{1}w_{2}w_{1}^{-1}w_{3}} или {\displaystyle w_{1}w_{2}w_{3}w_{2}^{-1}}, а иначе равен единице.